# Technische Universität Maebashi

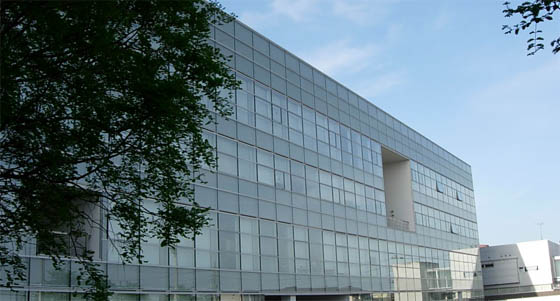
Gebäude 5 (2007)

Die Technische Universität Maebashi (japanisch 前橋工科大学 Maebashi kōka daigaku; engl. Maebashi Institute of Technology, kurz: MIT) ist eine städtische Universität in Maebashi in der Präfektur Gunma (Japan).
Die Universität wurde 1952 als Städtische Technische Kurzuniversität Maebashi (前橋市立工業短期大学, Maebashi-shiritsu kōgyō tanki daigaku) gegründet. Sie begann mit einer Abteilung (Bauwirtschaft) und zog 1966 in den heutigen Campus um. Bis 1994 war sie eine Abendschule. 1997 entwickelte sie sich zur vierjährigen Technischen Universität Maebashi. 2001 richtete sie die Graduiertenschule (Masterstudiengänge) ein, 2003 dann den Doktorkurs.

## Fakultäten
- Fakultät für Ingenieurwissenschaften
  - Division für Architektur, Bauingenieurwesen und Design (jap. 建築・都市・環境工学群)
  - Division für Informatik, Bioingenieurwesen und Biowissenschaften (jap. 情報・生命工学群)